# Audrey Horne (gruppo musicale)
Gli Audrey Horne sono una band hard rock/post-grunge di Bergen, Norvegia.

## Storia
La band si formò nel 2002. Il nome del gruppo deriva dal nome del personaggio interpretato da Sherilyn Fenn nella serie TV I segreti di Twin Peaks. Il loro primo album fu No hay banda, inciso nell'aprile 2005. Il gruppo si fece notare al Quart Festival dello stesso anno, dove si esibirono anche gli Audioslave. La band è formata da Toschie (voce), Ice Dale (chitarra, ex Enslaved, God Seed, I, Demonaz, Trinacria, Malignant Eternal), Kjetil Grevel (batteria, ex Sahg, Paul Di'Anno), Thomas Tofthagen (chitarra, ex Sahg, Paul Di'Anno), Espen Lien (basso, ex Trinacria, Paul Di'Anno, Slut Machine).

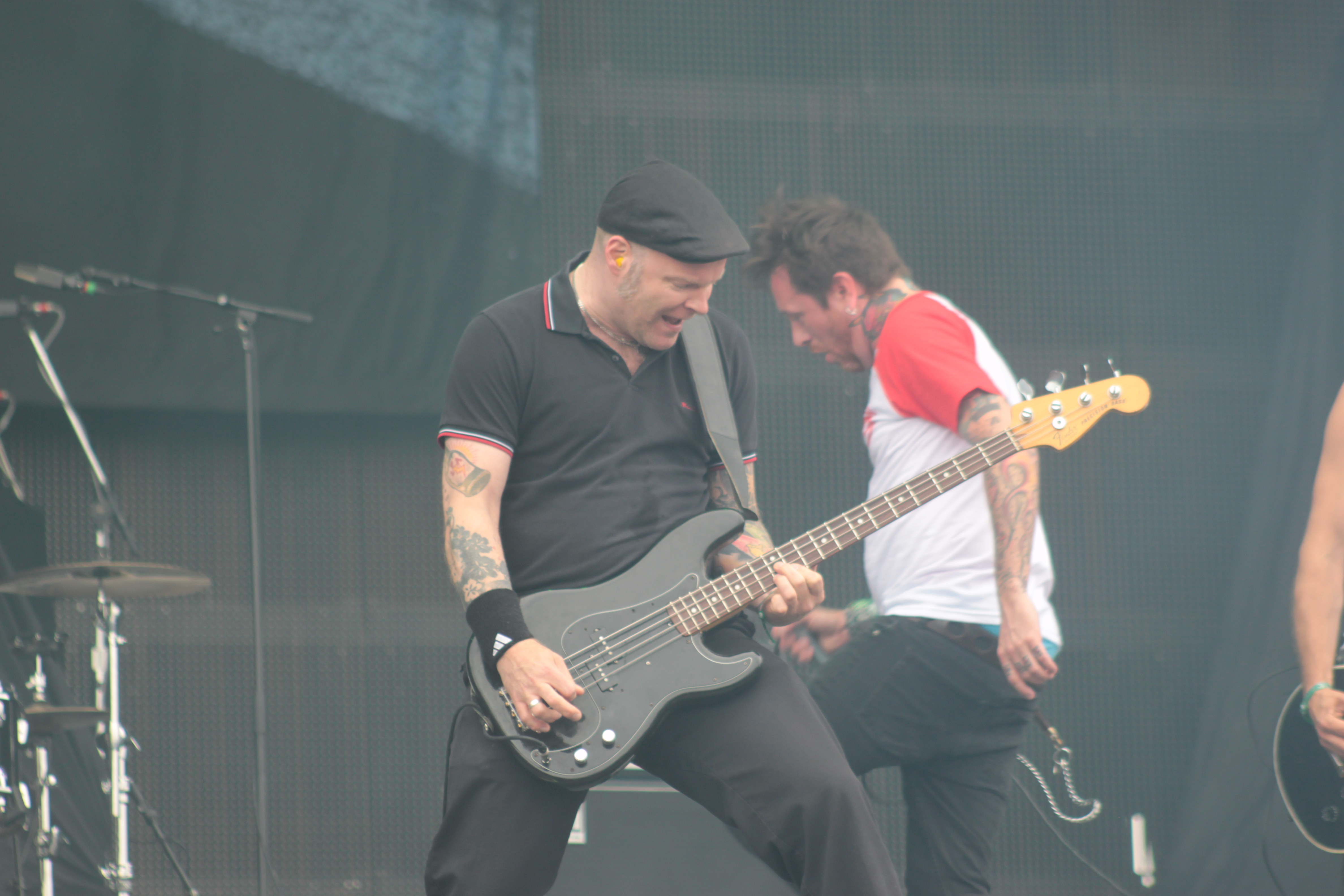
Espen Lien & Torkjell Rød (Hellfest 2013).
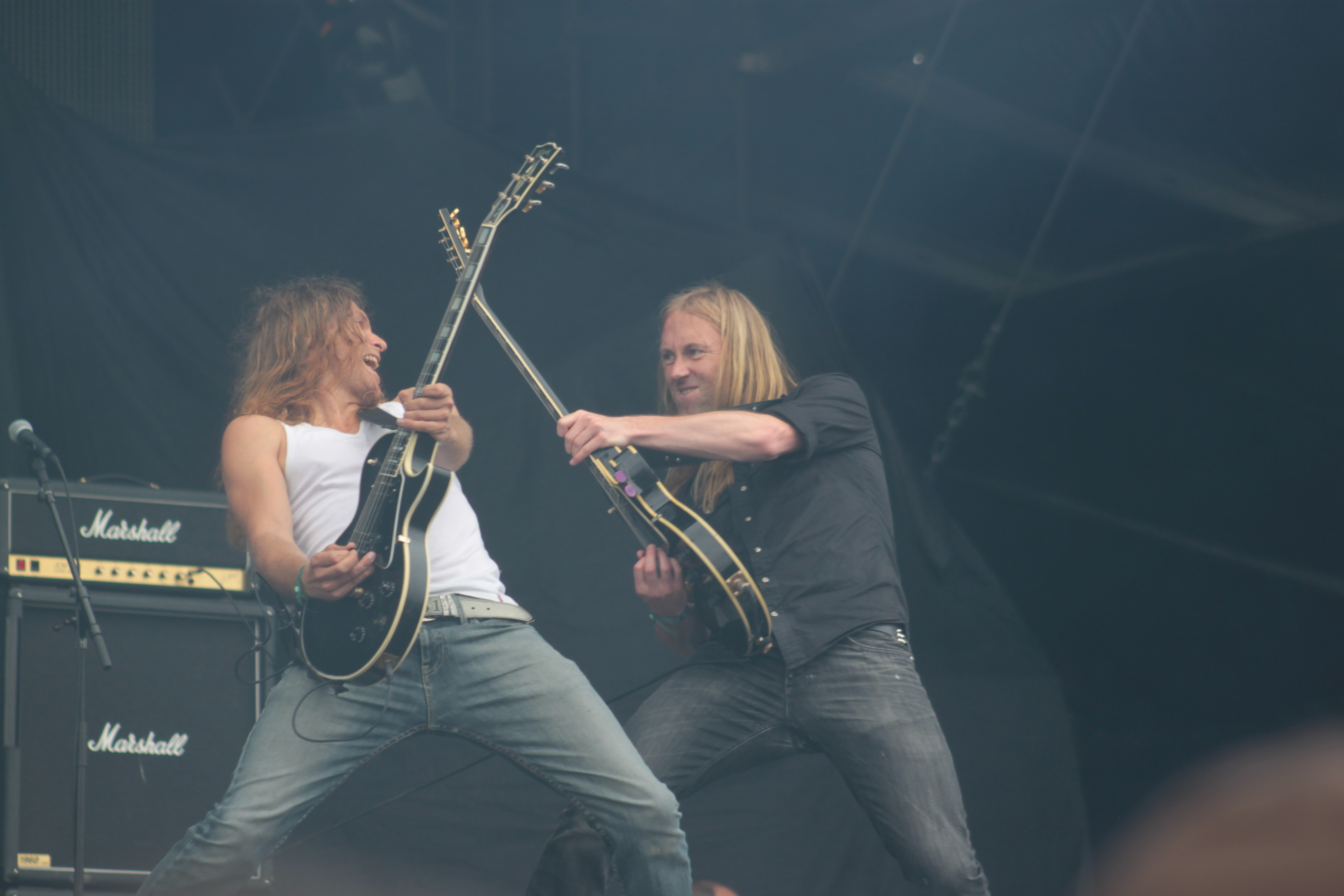
Ice Dale/Arve Isdal & Thomas Tofthagen (Hellfest 2013).
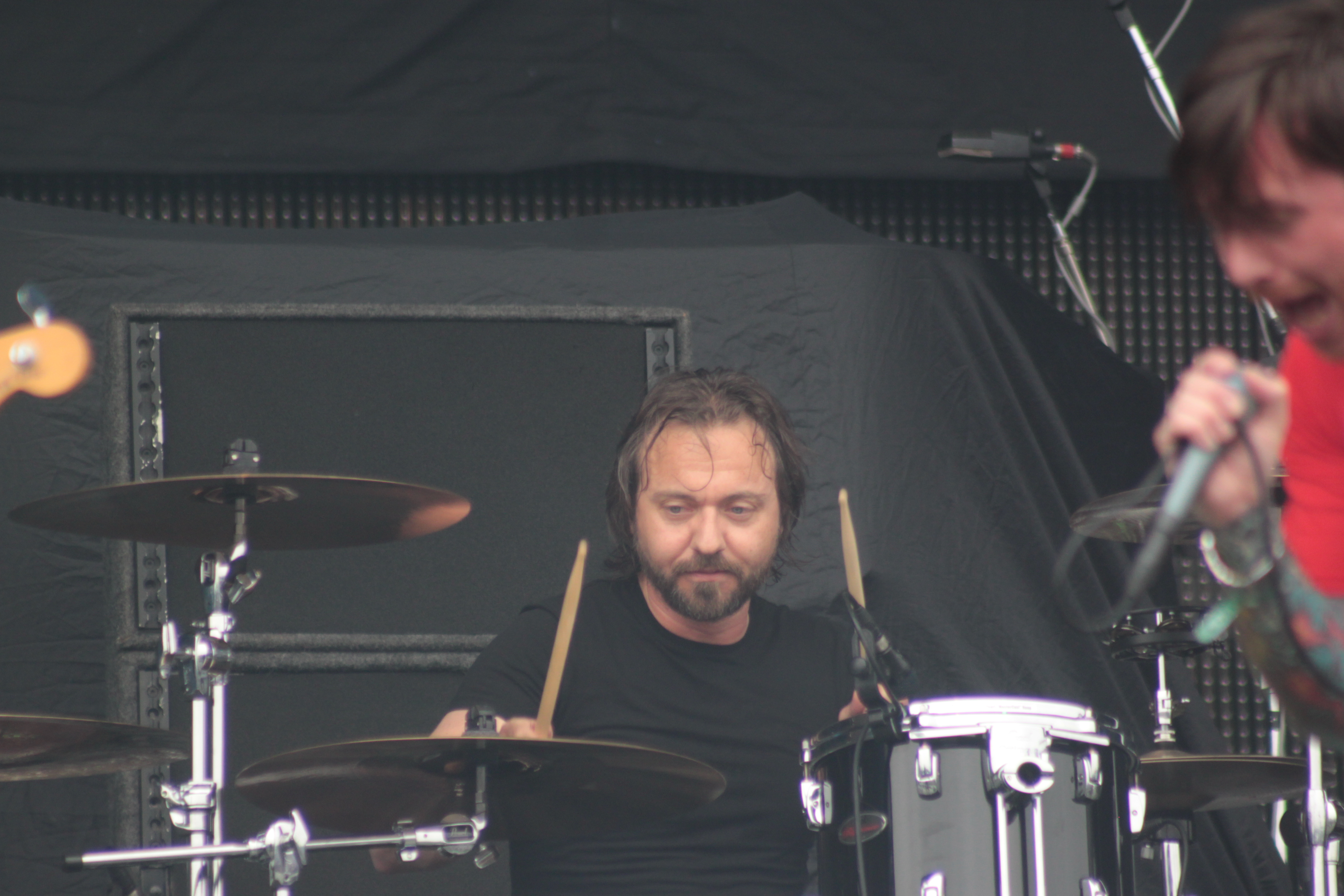
Kjetil Greve (Hellfest 2013).

## Discografia
- 2005 - Confessions & Alcohol EP
- 2005 - No Hay Banda
- 2007 - Le Fol
- 2010 - Audrey Horne
- 2013 - Youngblood
- 2014 - Pure Heavy
- 2018 - Blackout